# François Simon (Schauspieler)

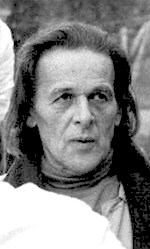
François Simon als Flohzirkusdirektor in dem Film von Thomas Koerfer

François Simon (* 16. August 1917 in Genf; † 5. Oktober 1982 ebenda) war ein Schweizer Schauspieler. Im Gegensatz zu seinem auf Bösewichtrollen spezialisierten Vater Michel Simon verkörperte François vor allem Außenseiter und Künstler. Er war Schauspieler und Schauspiellehrer am Théâtre de Carouge.

## Leben
François Simon trat 1935 und 1937 zusammen mit seinem Vater in Filmen auf. Es war nicht einfach für ihn, sich aus dem Schatten des übermächtigen Vaters zu lösen. Er arbeitete erstmals mit Jean-Louis Barrault zusammen und schloss sich der Theatertruppe der Pitoëffs an, mit denen er bei Ausbruch des Zweiten Weltkriegs von Paris nach Genf umzog, wo er unter Ludmilla Pitoëff zu einem Star ihres Theaters aufstieg. 1958 gründete er das Théâtre de Carouge, an dem er Brecht und Beckett für die Schweiz entdeckte. Mit Charles mort ou vif von Alain Tanner kehrte er zum Film zurück. Er arbeitete mit Claude Goretta, mit Thomas Koerfer, mit Daniel Schmid, mit Patrice Chéreau, mit André Cayatte und Francesco Rosi. Sein letzter Film (Il Quartetto Basileus) erschien postum.
Simon war zweimal verheiratet: 1945 heiratete er die Schauspielerin Jutta Weiss und 1976 die Übersetzerin Ana Giugariu geb. Stanica. Er hatte eine Tochter.
Er starb an einem Lungenemphysem und wurde auf dem Cimetière des Rois beerdigt.

## Zeugnisse
„Ich glaube, dass François Simon in sich etwas von einem Engel hatte. Damit meine ich diesen Teil des Menschen auf der Suche nach dem Absoluten. Dieses Fliegen zur Wahrheit […] Zum Unsichtbaren. Und diese geistige Kraft. Auch wenn er nicht davon überzeugt war, wir haben darüber nie gesprochen, ich glaube daran: François Simon trug in sich ein Vorwissen von der Unsterblichkeit des Geistes und der kosmischen Kraft, an der wir alle teilhaben. Und ich glaube, dass daraus unsere Verbundenheit entsprang.“

„Bertolt Brecht, François Simon […] Für mich zwei Paradigmen des Theaters. Ich will von François Simon sprechen, der unter anderem – denn seine großartige, sich verzweigende Persönlichkeit erschöpft sich nicht darin – dreißig Jahre Theater in Genf verkörpert. In dieser Stadt, in der das Theater verabscheut wurde, wo Voltaire lange gegen die Republik der Hirten für die Errichtung einer Bühne kämpfte – und scheiterte, hat François Simon uns das Theater lieben gelehrt. Er gab ihm seine Überzeugung, seine Leidenschaft, sein Talent als Regisseur, aber vor allem seine seltsame und ganz eigene Stimme, verletzlich, inbrünstig, zögernd, ironisch, verzweifelt – seinen Atem.“

## Filmografie (Auswahl)
- 1935: Sous les yeux d’Occident (Spielfilm, Regie: Marc Allegret)
- 1937: Circonstances atténuantes (Spielfilm, Regie: Jean Boyer)
- 1939: Fric-Frac (Spielfilm, Regie: Maurice Lehman)
- 1949: Entendons-nous, tout ira mieux (Kurzspielfilm, Regie: Kurt Früh)
- 1951: Die Vier im Jeep
- 1957: Konditorei Zürrer (Bäckerei Zürrer)
- 1958: Die Ratten von Paris (Les jeux dangereux)
- 1969: Charles – tot oder lebendig (Charles mort ou vif)
- 1970: Der Verrückte (Le Fou) (Spielfilm, Regie: Claude Goretta)
- 1971: Aus Liebe sterben (Mourir d'aimer) (Spielfilm, Regie: André Cayatte)
- 1971: Der Salamander (La salamandre)
- 1972: Julia von Mogador (Les gens de Mogador)
- 1972: Corpo d’amore (Spielfilm, Regie: Fabio Carpi)
- 1973: Die Einladung (L’invitation) (Spielfilm, Regie: Claude Goretta)
- 1973: Der Tod des Flohzirkusdirektors oder Ottocaro Weiss reformiert seine Firma (Spielfilm, Regie: Thomas Koerfer)
- 1974: Die großen Detektive (Les grands détectives) (Fernsehserie, 1 Folge)
- 1975: Das Fleisch der Orchidee (La chair de l’orchidée)
- 1976: Im Scheinwerferlicht (Lumière)
- 1977: Alzire oder der neue Kontinent (Spielfilm, Regie: Thomas Koerfer)
- 1977: Violanta (Spielfilm, Regie: Daniel Schmid)
- 1978: Die letzte Ausgabe (Judith Therpauve) (Spielfilm, Regie: Patrice Chéreau)
- 1978: Flucht ins Exil (Rousseau) (Fernsehmehrteiler, Regie: Claude Goretta, BBC)
- 1979: Christus kam nur bis Eboli (Cristo si è fermato a Eboli)
- 1980: Die Polizistin (La femme flic) (Spielfilm, Regie: Yves Boisset, Frankreich)
- 1982: Il quartetto Basileus (Spielfilm, Regie: Fabio Carpi, Italien)